# (3421) Yangchenning
(3421) Yangchenning est un astéroïde de la ceinture principale.

## Description
(3421) Yangchenning est un astéroïde de la ceinture principale. Il fut découvert le 26 novembre 1975 à Nanking par l'observatoire de la Montagne Pourpre. Il fut nommé en honneur de Chen Ning Yang, un physicien chinois. Il présente une orbite caractérisée par un demi-grand axe de 2,23 UA, une excentricité de 0,09 et une inclinaison de 2,5° par rapport à l'écliptique.

## Compléments